# Château de la Bonnetière
Le château de la Bonnetière est un château situé dans la commune de La Chaussée (Vienne). Son pigeonnier date du XIVe siècle et pouvait accueillir environ 1 300 pigeons.

## Historique
Son origine remonte au XIIIe siècle. Ancienne forteresse, le Château de la Bonnetière faisait partie du système de défense du 
Loudunais.
À l’origine, quatre tours munies de meurtrières et reliées entre elles par des bâtiments ferment une cour intérieure. 
Le château est attaqué et brûlé partiellement par les Anglais en juin 1350 et trois des bâtiments disparaissent. 
Au XVIIe, la famille de Vaucelles entreprend une grande restauration, puis au XVIIIe siècle, les Marreau de Boisguérin font édifier les deux pavillons accolés aux tours d’entrée. 
Le pigeonnier octogonal situé dans la cour, daté du XIVe siècle est l’un des plus anciens du Loudunais. Il a été inscrit monument historique le 29 septembre 1987.
La chapelle abrite une exposition sur l'histoire du château.